# Уиллатс, Стивен
Стивен Уиллатс (англ. Stephen Willats; род. 1943, Лондон) — британский художник.

## Биография
Окончил Ипсвичскую школу искусств, курс Роя Эскота.
Большую часть своих арт-проектов Стивен Уиллатс продолжает десятилетиями, а многие из них, запущенные ещё в 60-е годы, развивает по сей день.
Живёт и работает в Лондоне.